# Łukasz Żyta
Łukasz Żyta (ur. 11 czerwca 1975 w Bydgoszczy) – polski perkusista jazzowy, muzyk sesyjny, pedagog.

## Życiorys
W 1994 roku ukończył Państwową Szkołę Muzyczną I i II stopnia im. Artura Rubinsteina w Bydgoszczy. Następnie podjął studia na Wydziale Jazzu i Muzyki Rozrywkowej w klasie perkusji jazzowej dr. Adama Buczka na Akademii Muzycznej w Katowicach, które ukończył z wyróżnieniem w 1998 roku.
Na krajowej scenie jazzowej zadebiutował w 1993 roku, podczas konkursu Jazz Juniors w Krakowie, występując z zespołem Youth Formation. Z zespołem Joint Venture został laureatem I nagrody na Festiwalu Jazz Juniors w Krakowie (1995), na Festiwalu Standardów Jazzowych w Siedlcach (1996) oraz nagrody dla najbardziej obiecującej formacji na Europ’ Jazz Contest w Hoeilaart (1996). Z zespołem Parnas Sextet otrzymał nagrodę „Klucz do Kariery” na Festiwalu Pomorska Jesień Jazzowa (1998). Jest laureatem I nagrody Konkursu Perkusistów Jazzowych w Grodzisku Mazowieckim (1998). Na Festiwalu Jazz nad Odrą we Wrocławiu otrzymał wyróżnienie indywidualne (1998).
Wykonawcy z którymi koncertował i nagrywał to m.in.: Janusz Muniak, Jan Ptaszyn Wróblewski, Tomasz Szukalski, Zbigniew Namysłowski, Henryk Miśkiewicz, Jarosław Śmietana, Andrzej Olejniczak, Urszula Dudziak, Ewa Bem, Grażyna Auguścik, Artur Dutkiewicz, Wojciech Groborz, Andrzej Cudzich, Piotr Baron, Jacek Niedziela-Meira, Iza Zając, Kuba Stankiewicz, Darek Oleszkiewicz, Grzegorz Nagórski, Piotr Wojtasik, Joachim Mencel, Adam Pierończyk, Michał Tokaj, Sławomir Kurkiewicz, Piotr Wyleżoł, Jerzy Małek, Aga Zaryan, Szymon Mika, Paweł Kaczmarczyk, Michał Barański, Lee Konitz, Dino Saluzzi, Brad Terry, Bennie Maupin, Tuna Ötenel, David Friedman, Bobby Watson, David Murray, William Galison, Steve Logan, Jaromír Honzák, Greg Osby, Gary Thomas, Ingrid Jensen, Chris Cheek, Timucin Sahin, Stephen Riley, Dayna Stephens, David Dorůžka, Dan Tepfer i inni.
Występował w kraju, a także w Niemczech, Austrii, Czechach, Słowacja, na Węgrzech, w Grecji, Izraelu, Turcji, Bułgarii, Litwie, Rosji, Ukrainie, Białorusi. Pojawił się na wielu festiwalach jazzowych w kraju: Jazz Jamboree, Jazz nad Odrą, Komeda Jazz Festival, Warszawski Festiwal Pianistów Jazzowych, Jazz Od Nowa Festival w Toruniu, Jazz Juniors, Muzeum Jazz Festival, Lublin Jazz Festival, Pomorska Jesień Jazzowa, Młyn Jazz Festival, Sopot Jazz Festival, Sopot Molo Jazz Festival, RCK Pro Jazz Festival, Silesian Jazz Meeting, Starzy i Młodzi czyli Jazz w Krakowie, Tarnów International Jazz Contest, Palm Jazz Festival, Ladies’ Jazz Festival, Zakopiańska Wiosna Jazzowa, Drums Fuzje oraz za granicą: Ankara Jazz Festival, Berlin Jazz Festival, Brno Jazz Festival, Cheltenham Jazz Festival, Düsseldorf Jazz Rally, Edinburgh Jazz & Blues Festival, Getxo Jazz Festival, Izmir European Jazz Festival, Jazzahead (Bremen), Nine Gates Jazz Festival (Pekin), Roma Jazz Festival, St. Moritz Jazz Festival, Tokyo Jazz Festival, Trutnov Jazz Festival, Utsav Jazz Festival (New Delhi), White Nights Jazz Festival (St. Petersburg) i wiele innych.
Wziął udział w nagraniu 50 płyt. Dziesięć z nich uhonorowano statuetką „Fryderyka”, lub jego czeskim odpowiednikiem.
Od 2012 roku muzyk związany jest z triem Artura Dutkiewicza, z którym odbywał koncertowe wojaże począwszy od Nowej Zelandii i Australii po Kanadę.
Jest wykładowcą w Katedrze Muzyki Współczesnej, Jazzu i Perkusji w Akademii Muzycznej w Krakowie.

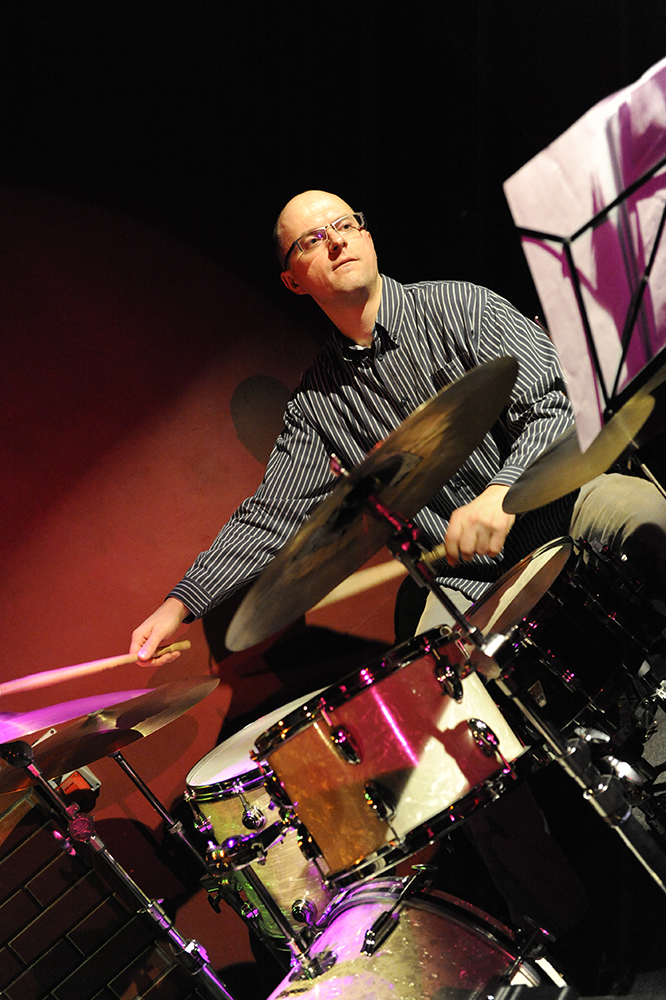
Koncert w klubie Tygmont z Rafałem Sarneckim, Jerzym Małkiem, Pawłem Kaczmarczykiem i Wojciechem Pulcynem - kontrabas.

## Dyskografia
- 1995: Joachim Mencel – Silent Way Of Miles D.
- 1999: Karolina Styła – My Favorite Songs
- 1999: Iza Zając – Iza Sings Duke
- 2000: Wojciech Firek – Iluzje
- 2000: Wojciech Groborz Trio – Yet Another Bebop Day
- 2000: Bohdan Lizoń – Moonlight Walk
- 2001: Piotr Wyleżoł, Adam Kowalewski, Łukasz Żyta – Yearning
- 2001: Iza Zając – Piosenki dla Armstronga (Songs for Armstrong)
- 2002: Janusz Muniak – Annie
- 2002: Jacek Niedziela – Historia Roku Minionego
- 2002: Agnieszka Skrzypek – My Lullaby
- 2003: Jaromír Honzák Quintet – Present Past
- 2007: Jaromír Honzák Quartet – A Question To All Your Answers
- 2007: Piotr Wyleżoł – Piano Trio
- 2007: Libor Šmoldas Trio – On The Playground
- 2008: David Dorůžka – Silently Dawning
- 2008: Rafał Sarnecki Quartet – Songs From A New Place
- 2008: Piotr Baron – Sanctus, Sanctus, Sanctus
- 2008: Grzegorz Nagórski – Dedication
- 2008: The Bennie Maupin Quartet – Early Reflections
- 2009: Jaromír Honzák Quintet – Little Things
- 2009: Paweł Kaczmarczyk Audiofeeling Band - Complexity In Simplicity
- 2010: Adam Pierończyk Quintet – Komeda – The Innocent Sorcerer
- 2010: Aga Zaryan – Looking Walking Being
- 2011: Piotr Baron – Kaddish
- 2011: Jacek Niedziela-Meira – Zjesienniony
- 2011: Marcelina Stoszek – Marcelina
- 2011: Rafał Sarnecki – The Madman Rambles Again
- 2013: Jaromír Honzák (2) Feat. Sissel Vera Pettersen – Blood Sings – The Music Of Suzanne Vega
- 2013: Krzysztof Kiljański – Powrót
- 2014: Artur Dutkiewicz Trio – Prana
- 2014: Agnieszka Wilczyńska – Tutaj Mieszkam
- 2016: Krystyna Stańko – Novos Anos
- 2017: Kuba Więcek Trio – Another Raindrop
- 2017: Artur Dutkiewicz Trio – Traveller